# The Buddha of Suburbia (álbum)
The Buddha of Suburbia es una banda sonora del músico y compositor británico David Bowie grabada para acompañar a la serie de televisión de cuatro partes The Buddha of Suburbia de la BBC2 (una adaptación de la novela The Buddha of Suburbia de Hanif Kureishi).
Es el decimonoveno álbum de estudio del artista, lanzado entre Black Tie White Noise (1993) y Outside (1995). Se produjo y mezcló en los Mountain Studios de  Montreux, Suiza y según cuenta el mismo Bowie se compuso y grabó en solo seis días, mientras que las mezclas llevaron unos quince días debido a algunos "problemas técnicos".
A pesar de que el álbum se ha clasificado como una banda sonora, sólo la canción homónima aparece en la serie.
Dos de las pistas son instrumentales de música ambiental y de corte similar a los trabajos anteriores de Bowie con Brian Eno a finales de los años 70, mientras que otras de las pistas están dominadas musicalmente por el uso del saxofón, los teclados y el piano.

## Banda sonora
A pesar de figurar en la portada que es una banda sonora, no es la banda sonora que compuso Bowie para la versión televisiva del libro de Hanif Kureishi, que nunca llegó a editarse. Después de componer la obra, Bowie decidió hacer algunos cambios y finalmente creó un álbum totalmente distinto. La única pieza que se mantiene de la composición original es la pista que da título al disco y a la serie.

## Supresión
A pesar de que Bowie una vez lo calificó como su álbum favorito, tanto los lanzamientos de 1993 en Europa como los de Estados Unidos en 1995 fueron eliminados por muchos años. O, como lo expresó Bowie, "el álbum en sí sólo recibió una crítica, una buena como suele ser, y es prácticamente inexistente en lo que respecta a mi catálogo: fue designado como una banda sonora y no tuvo éxito en el sentido de generar ganancias. Una verdadera lástima".
Para confundir aún más las cosas, un sencillo de "Buddha of Suburbia" también se lanzó en varias formas, incluido un CD con impresión holográfica. Constantemente, el álbum en sí a veces se pasa por alto, a pesar de que se trata de una grabación de estudio de larga duración y presenta diez pistas que el artista no había lanzado anteriormente. Bowie tocó muchos instrumentos en el álbum, con la ayuda del multinstrumentista Erdal Kızılçay. Mike Garson toca el piano en dos pistas y Lenny Kravitz toca la guitarra en la pista homónima en una versión alternativa.
El álbum fue reeditado el 17 de septiembre de 2007 en el Reino Unido y el 2 de octubre de 2007 en los Estados Unidos. El comunicado de prensa oficial mostró que la portada de la reedición sería similar a la portada de Estados Unidos de 1995 pero en color, con Bowie en una postura ligeramente diferente. Sin embargo, la portada real es sólo una versión coloreada de la portada original de los EE. UU. La nueva edición contiene tanto las notas de línea anteriores de Bowie de la edición original del Reino Unido como las ilustraciones internas de la edición original de los EE. UU.

## Inspiraciones
En la versión europea del álbum, Bowie ofrece notas integrales, en el interior del disco, sobre los temas y las técnicas de producción involucradas, y revela una lista de "residuos de la década de 1970" como su inspiración para las canciones. La lista incluye las siguientes referencias:
Letras de asociación libre, Pink Floyd, Harry Partch, disfraces, clubs de Blues, Unter den Linden, Brucke Museum, Pet Sounds, amigos de los Krays, Roxy Music, T-Rex, The Casserole, Neu!, Kraftwerk, Bromley, Croydon, Eno, prostitutas y el Soho, Ronnie Scott's Club, viajes por Rusia, la soledad, O'Jays, Philip Glass en los clubes de Nueva York, Die Mauer, drogas.

## Lista de canciones
Todas las canciones compuestas por David Bowie.

| N.º | Título                                                   | Duración |  |
| 1.  | «Buddha of Suburbia»                                     | 4:28     |  |
| 2.  | «Sex and the Church»                                     | 6:25     |  |
| 3.  | «South Horizon» (Instrumental)                           | 5:26     |  |
| 4.  | «The Mysteries» (Instrumental)                           | 7:12     |  |
| 5.  | «Bleed Like a Craze, Dad»                                | 5:22     |  |
| 6.  | «Strangers When We Meet»                                 | 4:58     |  |
| 7.  | «Dead Agaisnt It»                                        | 5:48     |  |
| 8.  | «Untitled No. 1»                                         | 5:01     |  |
| 9.  | «Ian Fish, U.K. Heir» (Instrumental)                     | 6:27     |  |
| 10. | «Buddha of Suburbia» (featuring Lenny Kravitz on guitar) | 4:19     |  |

## Créditos
Producción
- David Bowie
- David Richards

Músicos
- David Bowie – voz, teclados, sintetizadores, guitarra, saxofón alto, saxofón barítono.
- Erdal Kizilcay – teclados, trompeta, bajo, guitarra, batería, percusión.
- 3D Echo – batería, bajo, guitarra en "Bleed Like a Craze, Dad".
- Mike Garson – piano en "Bleed Like a Craze, Dad" and "South Horizon".
- Lenny Kravitz – guitarra en "Buddha of Suburbia".